# Černý les (Šumava)
Černý les (německy Schwarzwald, 1007 m n. m.) je výrazná hora na Šumavě tyčící se ve tvaru pravidelného trojbokého jehlanu 3 km severo-severovýchodně od Želnavy nedaleko vodní nádrže Lipno. Její svahy pokrývají četné skály, sutě a suťové proudy, vrchol korunuje mrazový srub.

## Přístup
Vrchol Černého lesa leží na území vojenského újezdu Boletice a je proto nepřístupný. O víkendech a státních svátcích jsou přístupné značené cesty, včetně modře značené Uhlíkovské a Adolfovské cesty ze Záhvozdí na nedaleký Knížecí stolec. Tyto cesty ale Černý les obcházejí, a to ze západu a severu, kde se nachází nejvyšší turisticky přístupný bod Černého lesa ve výšce 842 m n. m., tedy 165 výškových metrů pod vrcholem. Nejbližší přístupný bod je na jižním svahu na Černoleské horní cestě, značené jako cyklostezka č. 1252, jen 550 metrů od vrcholu. Svah nad tímto bodem má průměrný sklon 30 %.

## Okolí
Pod východním svahem se v sedle se Suchou horou rozkládá louka s přikrmovací obůrkou pro spárkatou zvěř.
Na západním svahu je na ploše 11,75 hektarů vytyčen přírodě blízký les, který je od roku 1968 ponechán samovolnému vývoji.